# Diócesis de Colima
La diócesis de Colima (en latín: Dioecesis Colimensis) es una circunscripción eclesiástica de la Iglesia católica en México. Se trata de una diócesis latina, sufragánea de la arquidiócesis de Guadalajara. Desde el 13 de mayo de 2023 su obispo es Gerardo Díaz Vázquez.

## Territorio y organización
La diócesis tiene 11 391 km² y extiende su jurisdicción sobre los fieles católicos de rito latino residentes en el estado de Colima y en los municipios del estado de Jalisco de: Jilotlán de los Dolores, Pihuamo, Tecalitlán, Tolimán, Tonaya, Tonila, Tuxcacuesco y Zapotitlán de Vadillo. Pertenece además a la diócesis la localidad de Trojes en el municipio de Coalcomán de Vázquez Pallares en el estado de estado de Michoacán. Forma parte de la Zona Pastoral Occidente.
La sede de la diócesis se encuentra en la ciudad de Colima, en donde se halla la Catedral basílica de Nuestra Señora de Guadalupe.
En 2021 en la diócesis existían 53 parroquias agrupadas en 6 decanatos: San Felipe de Jesús, Cristo Rey, Nuestra Señora de Guadalupe, Nuestra Señora de la Candelaria, San Miguel De la Mora y Nuestra Señora de la Asunción.

## Historia
La diócesis fue erigida el 11 de diciembre de 1881 con la bula Si principum del papa León XIII, obteniendo el territorio de la arquidiócesis de Guadalajara. El 19 de noviembre de 1882, la bula fue ejecutada en el templo del Beaterio por el arcediano Luis Michel, a nombre del arzobispo de Guadalajara, Pedro Loza y Pardavé. El primer obispo fue Francisco Melitón Vargas y Gutiérrez, quien fue elegido el 15 de marzo, siendo ordenado el 27 de mayo y tomó posesión como tal el 27 de junio de 1883.
Colima ya contaba con un seminario propio, fundado en 1846 como seminario auxiliar de la arquidiócesis de Guadalajara.
El 2 de mayo de 1953, como consecuencia del decreto Quo melius de la Congregación Consistorial, incorporó las parroquias de Aquila, Coahuayana y Villa Victoria, que pertenecían a la diócesis de Tacámbaro. El 31 de enero de 1961, con el decreto Concrediti gregis, amplió aún más su territorio con 4 municipios: Tamazula, Tuxpan, Venustiano Carranza, Zapotitlie, que pertenecían a la arquidiócesis de Guadalajara.
La primera desmembración territorial tuvo fue el 28 de enero de 1961 para la erección de la diócesis de Autlán mediante la bula Cristifidelium del papa Juan XXIII.
El 30 de abril de 1962 cedió una porción de su territorio para la erección de la diócesis de Apatzingán mediante la bula Quo aptius christifidelium del papa Juan XXIII, siendo esta su segunda desmembración territorial.
El 25 de marzo de 1972 cedió otra porción de su territorio para la erección de la diócesis de Ciudad Guzmán mediante la bula Qui omnium del papa Pablo VI.
El 17 de marzo de 1994, con la carta apostólica Fideles ecclesialis, el papa Juan Pablo II confirmó a la Virgen María de Guadalupe como patrona de la diócesis.

## Estadísticas
Según el Anuario Pontificio 2022 la diócesis tenía a fines de 2021 un total de 657 360 fieles bautizados.
| Año                                                                             | Población            | Población | Población      | Sacerdotes | Sacerdotes    | Sacerdotes    | Bautizados por sacerdote | Diáconos permanentes | Religiosos | Religiosos | Parroquias |
| Año                                                                             | Bautizados católicos | Total     | % de católicos | Total      | Clero secular | Clero regular | Bautizados por sacerdote | Diáconos permanentes | Varones    | Mujeres    | Parroquias |
| ------------------------------------------------------------------------------- | -------------------- | --------- | -------------- | ---------- | ------------- | ------------- | ------------------------ | -------------------- | ---------- | ---------- | ---------- |
| 1950                                                                            | 280 000              | 281 000   | 99.6           | 92         | 92            |               | 3043                     |                      |            | 151        | 30         |
| 1966                                                                            | 375 745              | 387 262   | 97.0           | 162        | 160           | 2             | 2319                     |                      | 6          | 221        | 33         |
| 1970                                                                            | ?                    | 449 768   | ?              | 134        | 131           | 3             | ?                        |                      | 5          | 291        | 35         |
| 1976                                                                            | 380 504              | 422 784   | 90.0           | 117        | 112           | 5             | 3252                     |                      | 12         | 200        | 39         |
| 1980                                                                            | 466 500              | 490 000   | 95.2           | 112        | 106           | 6             | 4165                     |                      | 6          | 193        | 41         |
| 1990                                                                            | 563 171              | 672 473   | 83.7           | 108        | 101           | 7             | 5214                     |                      | 7          | 173        | 45         |
| 1999                                                                            | 549 534              | 676 965   | 81.2           | 138        | 129           | 9             | 3982                     |                      | 15         | 232        | 51         |
| 2000                                                                            | 608 972              | 676 636   | 90.0           | 134        | 125           | 9             | 4544                     |                      | 14         | 209        | 52         |
| 2001                                                                            | 621 152              | 690 168   | 90.0           | 133        | 124           | 9             | 4670                     |                      | 14         | 212        | 52         |
| 2002                                                                            | 633 636              | 697 069   | 90.9           | 132        | 123           | 9             | 4800                     |                      | 14         | 211        | 52         |
| 2003                                                                            | 639 338              | 704 039   | 90.8           | 130        | 122           | 8             | 4917                     |                      | 18         | 248        | 52         |
| 2004                                                                            | 645 092              | 711 079   | 90.7           | 131        | 124           | 7             | 4924                     |                      | 12         | 238        | 52         |
| 2006                                                                            | 591 262              | 649 739   | 91.0           | 135        | 128           | 7             | 4379                     |                      | 14         | 229        | 52         |
| 2013                                                                            | 627 000              | 688 000   | 91.1           | 124        | 119           | 5             | 5056                     |                      | 9          | 304        | 53         |
| 2016                                                                            | 707 132              | 766 670   | 92.2           | 125        | 119           | 6             | 5657                     |                      | 11         | 220        | 53         |
| 2019                                                                            | 677 400              | 755 190   | 89.7           | 116        | 111           | 5             | 5839                     |                      | 15         | 213        | 52         |
| 2021                                                                            | 657 360              | 725 325   | 90.6           | 128        | 123           | 5             | 5135                     |                      | 10         | 211        | 53         |
| Fuente: Catholic-Hierarchy, que a su vez toma los datos del Anuario Pontificio. |                      |           |                |            |               |               |                          |                      |            |            |            |

## Episcopologio
Últimos cinco titulares:
| Foto | Escudo | Titular                       | Período                     | Período                 | Fin del cargo (razón)                     |
| Foto | Escudo | Titular                       | Inicio                      | Fin                     | Fin del cargo (razón)                     |
| ---- | ------ | ----------------------------- | --------------------------- | ----------------------- | ----------------------------------------- |
|      |        | José Fernández Arteaga †      | 8 de febrero de 1980        | 20 de diciembre de 1988 | Nombrado arzobispo coadjutor de Chihuahua |
|      |        | Gilberto Valbuena Sánchez †   | 8 de julio de 1989          | 9 de junio de 2005      | Retirado                                  |
|      |        | José Luis Amezcua Melgoza     | 9 de junio de 2005          | 11 de noviembre de 2013 | Retirado                                  |
|      |        | Marcelino Hernández Rodríguez | 11 de noviembre de 2013     | 23 de diciembre de 2021 | Retirado                                  |
|      |        | Gerardo Díaz Vázquez          | Desde el 13 de mayo de 2023 |                         |                                           |